# Lord Fraser

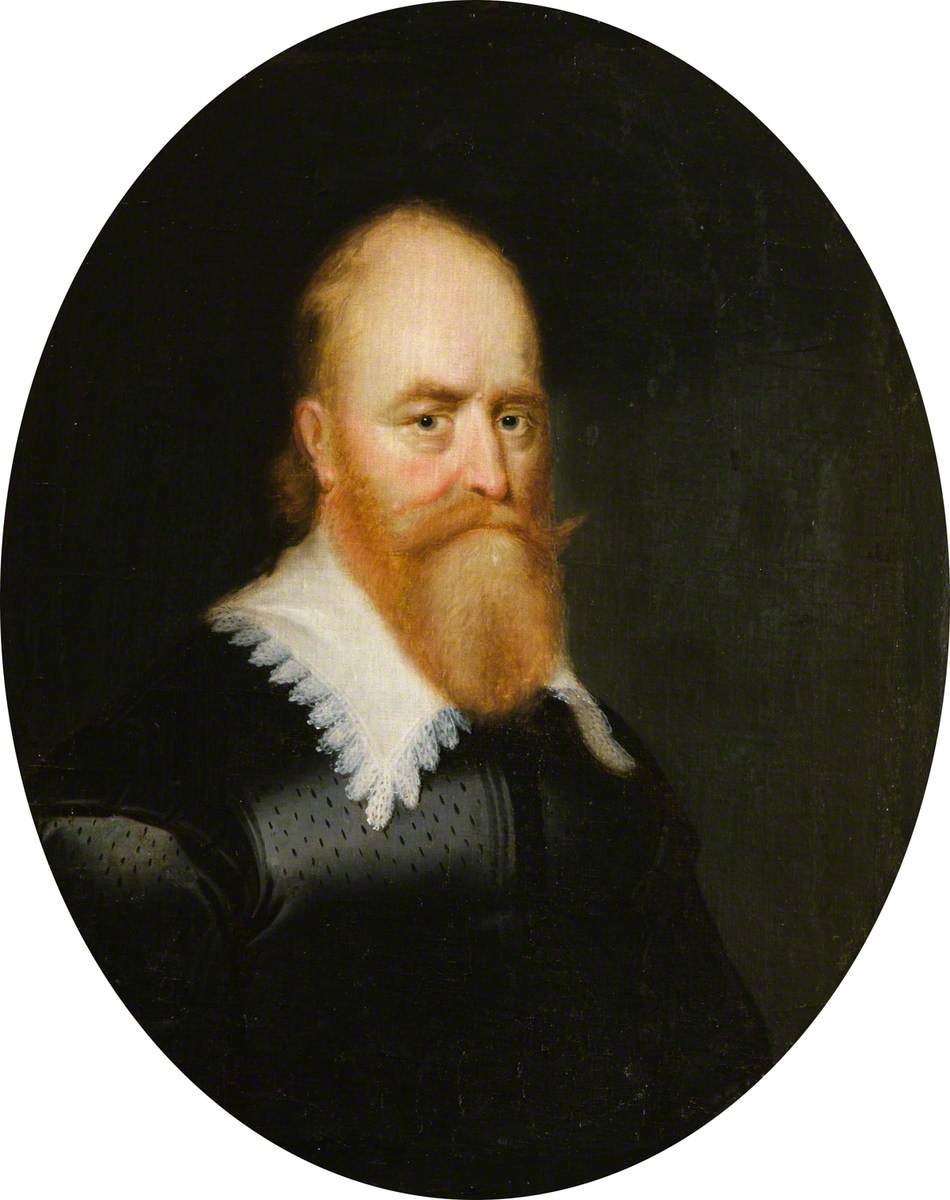
Andrew Fraser, 1. Lord Fraser

Lord Fraser war ein erblicher britischer Adelstitel in der Peerage of Scotland.
Der Titel wurde am 29. Juni 1633 von König Karl I. durch Letters Patent an Andrew Fraser of Muchalls verliehen.
Der Titel ruht seit dem kinderlosen Tod seines Nachfahren, des 4. Lords, der als Unterstützer der Jakobiten galt.
Familiensitz der Lords war Castle Fraser bei Kemnay in Aberdeenshire.

## Liste der Lords Fraser (1633)
- Andrew Fraser, 1. Lord Fraser († 1636)
- Andrew Fraser, 2. Lord Fraser († 1657)
- Andrew Fraser, 3. Lord Fraser († 1674)
- Charles Fraser, 4. Lord Fraser († 1720)